# ريد أندرسون (عازف جاز)
ريد أندرسون (بالإنجليزية: Reid Anderson)‏ هو عازف جاز أمريكي، ولد في 15 أكتوبر 1970 في مينيسوتا في الولايات المتحدة.

## وصلات خارجية
- ريد أندرسون على موقع ميوزك برينز (الإنجليزية)
- ريد أندرسون على موقع ديسكوغز (الإنجليزية)